# Kripenskîi
Kripenskîi (în ucraineană Кріпенський) este o așezare de tip urban din orașul regional Antrațît, regiunea Luhansk, Ucraina. În afara localității principale, nu cuprinde și alte sate.

## Demografie
Componența lingvistică a așezării de tip urban Kripenskîi
     Rusă (75,72%)
     Ucraineană (23,94%)
     Alte limbi (0,09%)
Conform recensământului din 2001, majoritatea populației așezării de tip urban Kripenskîi era vorbitoare de rusă (75,72%), existând în minoritate și vorbitori de ucraineană (23,94%).